# Catharine Marie von Holstein
Catharine Marie von Holstein, født von Schmidtberg (21. januar 1678 – 12. maj 1764) var en tysk adelsdame og hofmesterinde hos prinsesse Sophie Hedevig, ligesom hendes mor tidligere havde været overhofmesterinde hos samme prinsesse.
Hun blev 1714 gift med Hans Friedrich von Holstein, der var hofmester hos prinsessen. I 1732 fik hun ordenen l'union parfaite. Begge er begravet i Sankt Petri Kirke.